# West Yorkshire
West Yorkshire és un dels comtats del nord-est d'Anglaterra. Limita amb els comtats de Lancashire, Gran Manchester, Derbyshire, North Yorkshire i South Yorkshire. Es va crear el 1974, procedent de l'històric comtat de Yorkshire, ara desaparegut. La principal ciutat és Leeds i la capital és la ciutat de Wakefield.
West Yorkshire o Yorkshire Occidental es divideix en cinc districtes de govern local (municipis metropolitans): Ciutat de Bradford, Calderdale, Kirklees, Ciutat de Leeds i Ciutat de Wakefield.

## Geografia

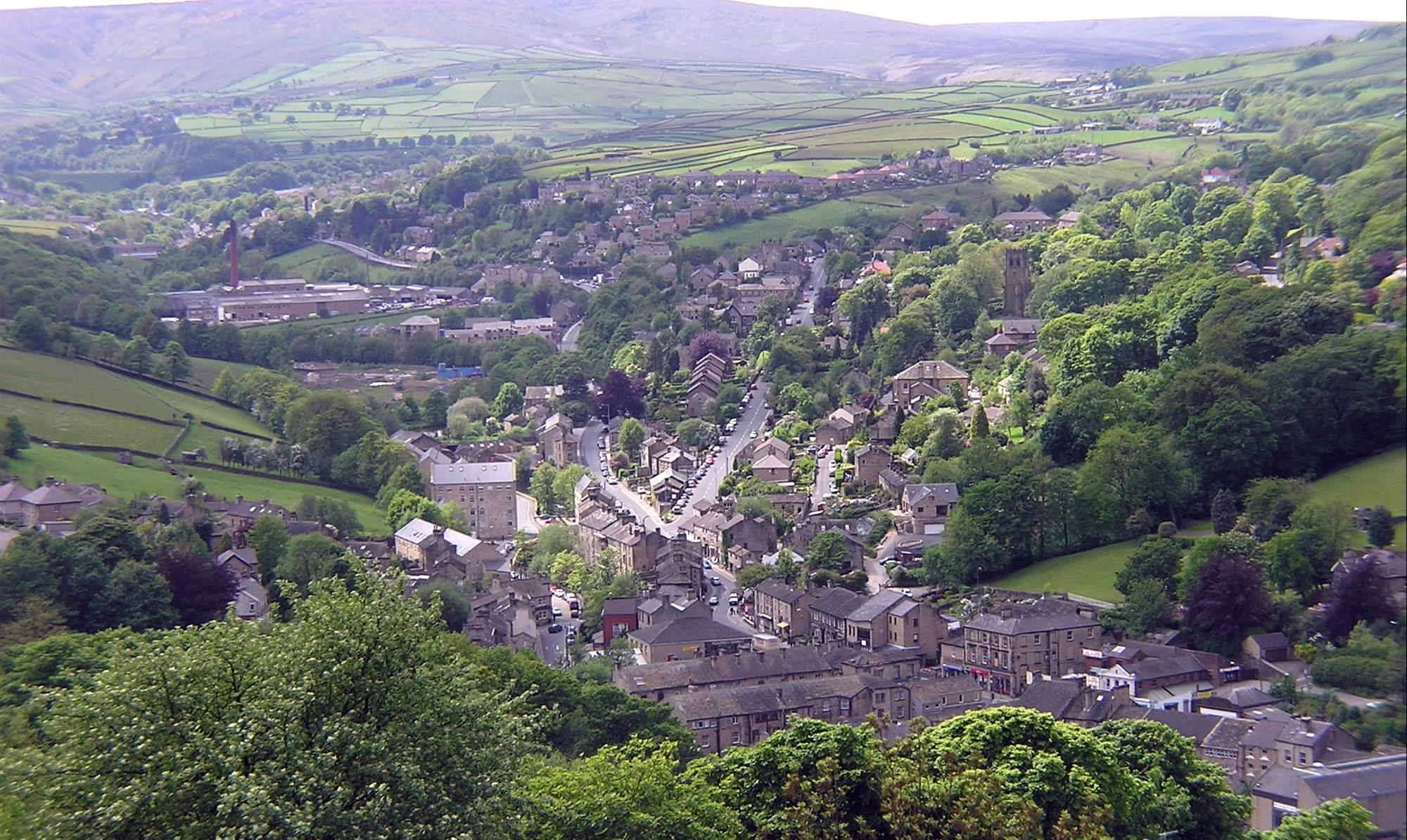
La vila de Holmfirth, construïda a la vall del Holme.

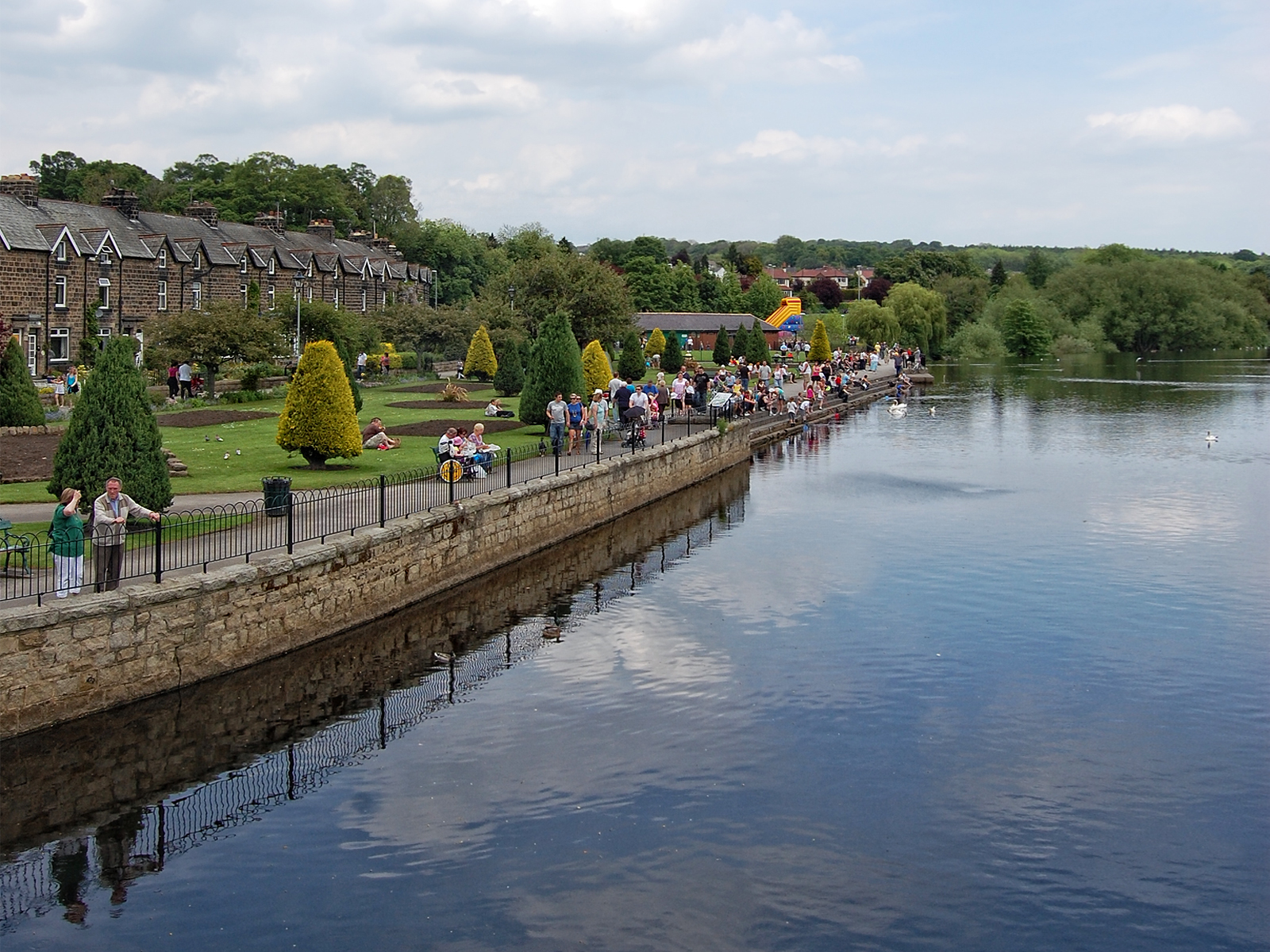
El riu Wharfe passant pet Otley.

La major part del comtat ocupa una gran extensió de roques del Carbonífer des de la banda sud dels Penins cap a l'est. En l'extreme oriental hi ha dipòsits més joves de pedra calcària de magnesi. La zona al voltant de Bradford i Calderdale està dominada pels vessants est dels Penins que queden seccionades per nombroses valls fondes. A la zona central, el camp obert està solcat per rutes de transport al voltant de les quals hi ha zones urbanes envoltades d'indústria. El paisatge és una densa xarxa de carreteres, canals i vies de ferrocarril delimitades pels turons que configuren les valls. Els estrats de roques del Carbonífer ha estat fortament explotats per la mineria (carbó i ferro), a l'est del comtat, i l'antiguitat d'aquesta activitat ha deixat en el paisatges alguns monticles de residus negres.
El cinturó de pedra calcària al voltant de Leeds i Wakefield forma una elevació del relleu de vessants suaus, també tallada per valls. En aquesta part hi ha moltes finques amb cases senyorials envoltades de prats, arbredes i plantacions.
Hi ha vint-i-cinc rius que reguen West Yorkshire, els principals són: l'Aire i el Calder, que van en direcció oest-est, cap a la mar del Nord. El Ribble és l'únic que va en direcció contrària, cap a la mar d'Irlanda. El Rother, neix a Derbyshire, el Greta, baixa cap a Lancashire per unir-se al riu Lune, i el Tees, passa pel comtat de Durham i forma la frontera amb North Yorkshire. El Holme és un afluent del Colne i el Wharfe un afluent de l'Ouse.

## Història
Aquest va ser un dels territoris que van colonitzar els vikings danesos i que va formar part del Danelaw. Quan va ser conquerit pel rei Alfred el Gran, va passar a ser el comtat de Yorkshire. A diferència de la majoria de comtats anglesos que antigament estaven organitzats en hundreds, el de Yorkshire estava dividit en tres ridings (Nord, Est i Oest) i aquests en wapentakes. La separació judicial dels ridings es va establir després de la restauració monàrquica, quan es van crear tres quarter sessions, un per a cada riding.

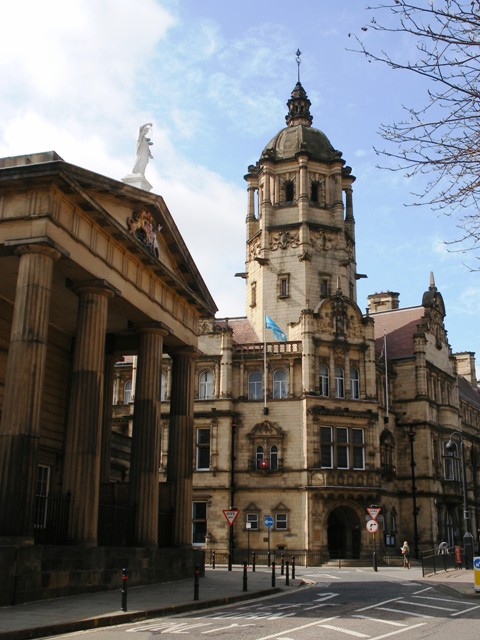
Oficines del comtat a Wakefield

West Yorkshire es va formar com a comtat metropolità el 1974, en compliment de la llei de governs locals del 1972, agafant el aproximadament el territori de l'històric Riding Oest de Yorkshire en el qual estaven inclosos els municipis de Bradford, Dewsbury, Halifax, Huddersfield, Leeds, i Wakefield.
L'organisme creat per gestionar-lo, el Consell del Comtat de West Yorkshire, va heretar les oficines del Riding Oest de Yorkshire, inaugurades el 1898. Des del 1987 l'edifici comparteix oficines amb l'ajuntament de la ciutat de Wakefield.
L'administració del comtat estava inicialment organitzada a dos nivells: primer la dels consell de cada districte i per sobre d'aquest la del consell del comtat, però el 1986, per motius d'estalvi es va abolir el consell del comtat i les seves funcions van ser assumides pels 5 districtes que el configuren: Bradford, Leeds, Wakefield, Calderdale i Kirklees.
| districte  | districte | centre administratiu | altres nuclis de població |
| ---------- | --------- | -------------------- | --- |
| Bradford   |           | Bradford             | Addingham, Baildon, Bingley, Burley-in-Wharfedale, Cottingley, Crossflatts, Cullingworth, Denholme, East and West Morton, Eccleshill, Eldwick, Esholt, Gilstead, Harden, Haworth, Ilkley, Keighley, Menston, Oakworth, Oxenhope, Queensbury, Riddlesden, Saltaire, Sandy Lane, Shipley, Silsden, Stanbury, Steeton, Thornbury, Thornton, Tong, Undercliffe, Wilsden   |
| Calderdale |           | Halifax              | Bailiff Bridge, Boothtown, Brighouse, Copley, Cragg Vale, Elland, Greetland, Hebden Bridge, Heptonstall, Hipperholme, Holywell Green, Luddendenfoot, Mytholmroyd, Norwood Green, Rastrick, Ripponden, Shelf, Shibden, Sowerby Bridge, Todmorden |
| Kirklees   |           | Huddersfield         | Almondbury, Batley, Birkby, Birkenshaw, Birstall, Cleckheaton, Dalton, Denby Dale, Dewsbury, Emley, Golcar, Gomersal, Hartshead, Hartshead Moor, Heckmondwike, Holmfirth, Honley, Kirkburton, Kirkheaton, Linthwaite, Liversedge, Marsden, Meltham, Mirfield, New Mill, Norristhorpe, Roberttown, Scammonden, Shelley, Shepley, Skelmanthorpe, Slaithwaite, Thornhill |
| Leeds      |           | Leeds                | Allerton Bywater, Beeston, Boston Spa, Collingham, Garforth, Guiseley, Harewood, Headingley, Holbeck, Horsforth, Kippax, Kirkstall, Ledsham, Ledston, Methley, Middleton, Morley, New Farnley, Otley, Oulton, Pool-in-Wharfedale, Pudsey, Rothwell, Rawdon, Scarcroft, Scholes, Stourton, Swillington, Walton (Leeds), Wetherby, Yeadon                               |
| Wakefield  |           | Wakefield            | Ackworth, Alverthorpe, Castleford, Crigglestone, Crofton, Durkar, Fairburn Ings, Featherstone, Ferrybridge, Fitzwilliam, Hemsworth, Horbury, Knottingley, Newmillerdam, Normanton, Nostell, Ossett, Outwood, Pontefract, Ryhill, Sandal, Sharlston, Stanley, Walton (Wakefield), West Bretton                                                                         |

## Poblacions

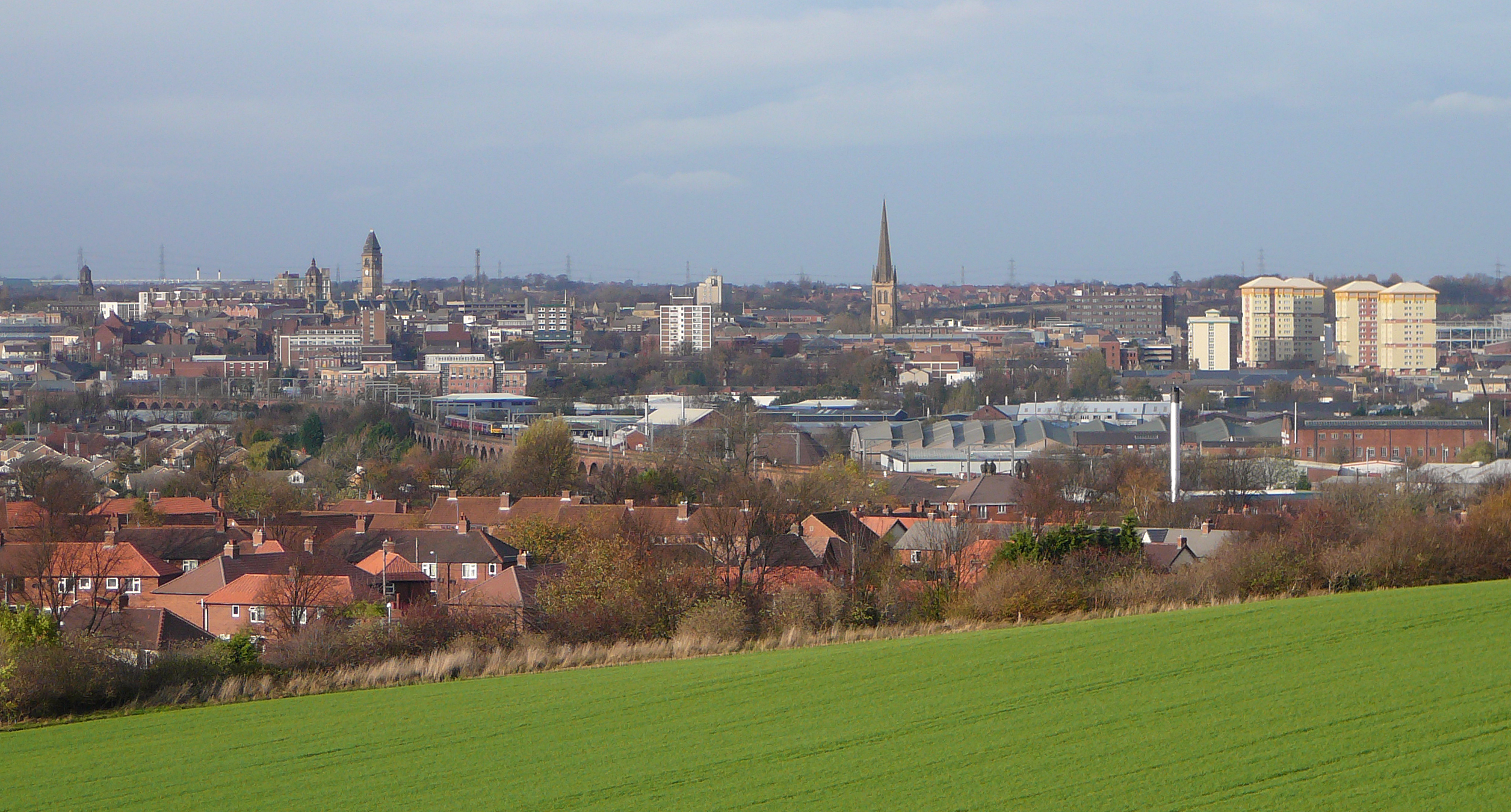
Wakefield

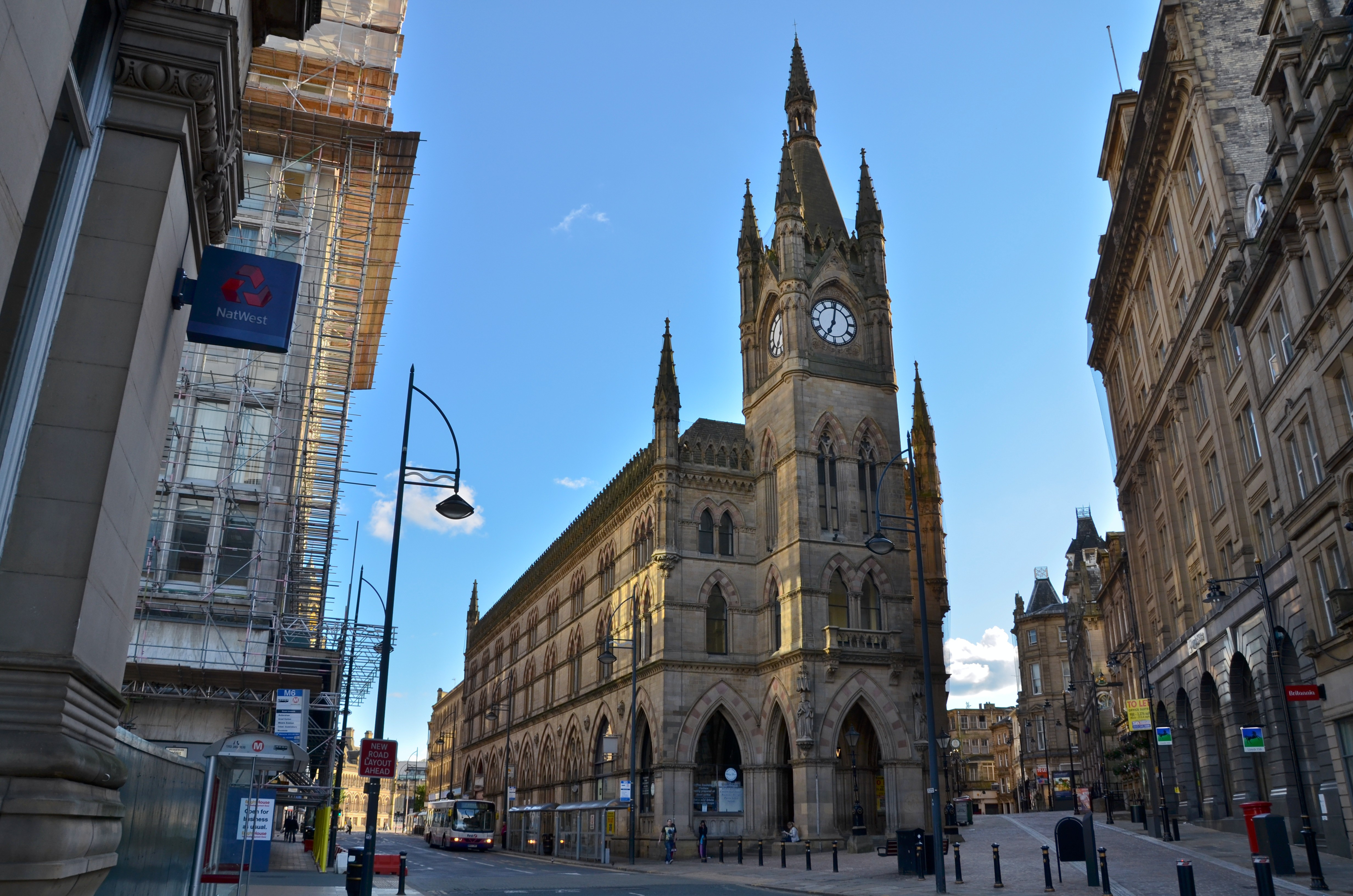
Mercat de la llana, Bradord.

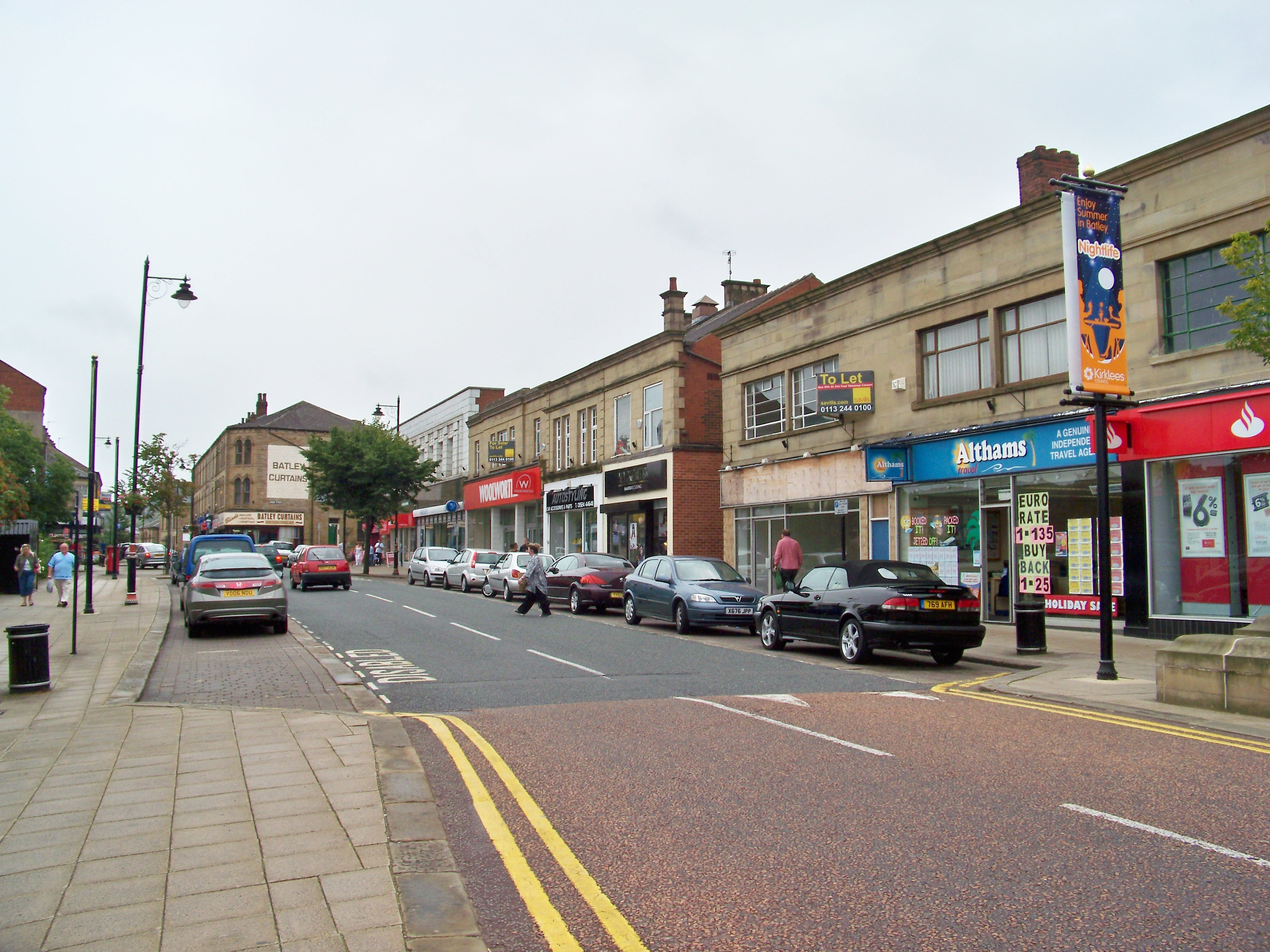
Batley

L'església de la capital, Wakefield, va assolir l'estatus de catedral l'any 1888, això va fer que el municipi adquirís l'estatus de city el juliol del mateix any. La revolució industrial va fer transformar significativament l'oest i el sud de Yorkshire, cosa que va portar al creixement de les ciutats de Leeds i Bradford, que encara són les més urbanitzades del comtat de West Yorkshire. Leeds va rebre l'estatus de city el 1893, i Bradford el 1897. L'ajuntament de Leeds es diu Town Hall, ja que es va construir el 1858 quan encara no tenia aquesta categoria, mentre que el de Bradford va fer canviar el nom pel de City Hall l'any 1965 perquè no hi hagués cap dubte.
La següent llista són les poblacions amb mes habitants segons el cens del 2011:
- Leeds (474.632 hab)
- Bradford (349.561 hab)
- Huddersfield (162.949 hab)
- Wakefield (99.251 hab)
- Halifax (88.134 hab)
- Batley (80.485 hab)
- Dewsbury (62.945 hab)
- Keighley (53.331 hab)
- Castleford (39.192 hab)
- Brighouse (33.286 hab)

## Economia
La següent taula mostra l'evolució del producte interior brut desglossat per sectors, amb valors expressats en milions de lliures esterlines.
| any  | valor afegit brut regional | sector primari | sector secundari | sector terciari |
| ---- | -------------------------- | -------------- | ---------------- | --------------- |
| 1995 | 21.302                     | 132            | 7.740            | 13.429          |
| 2000 | 27.679                     | 80             | 8.284            | 19.314          |
| 2003 | 31.995                     | 91             | 8.705            | 23.199          |

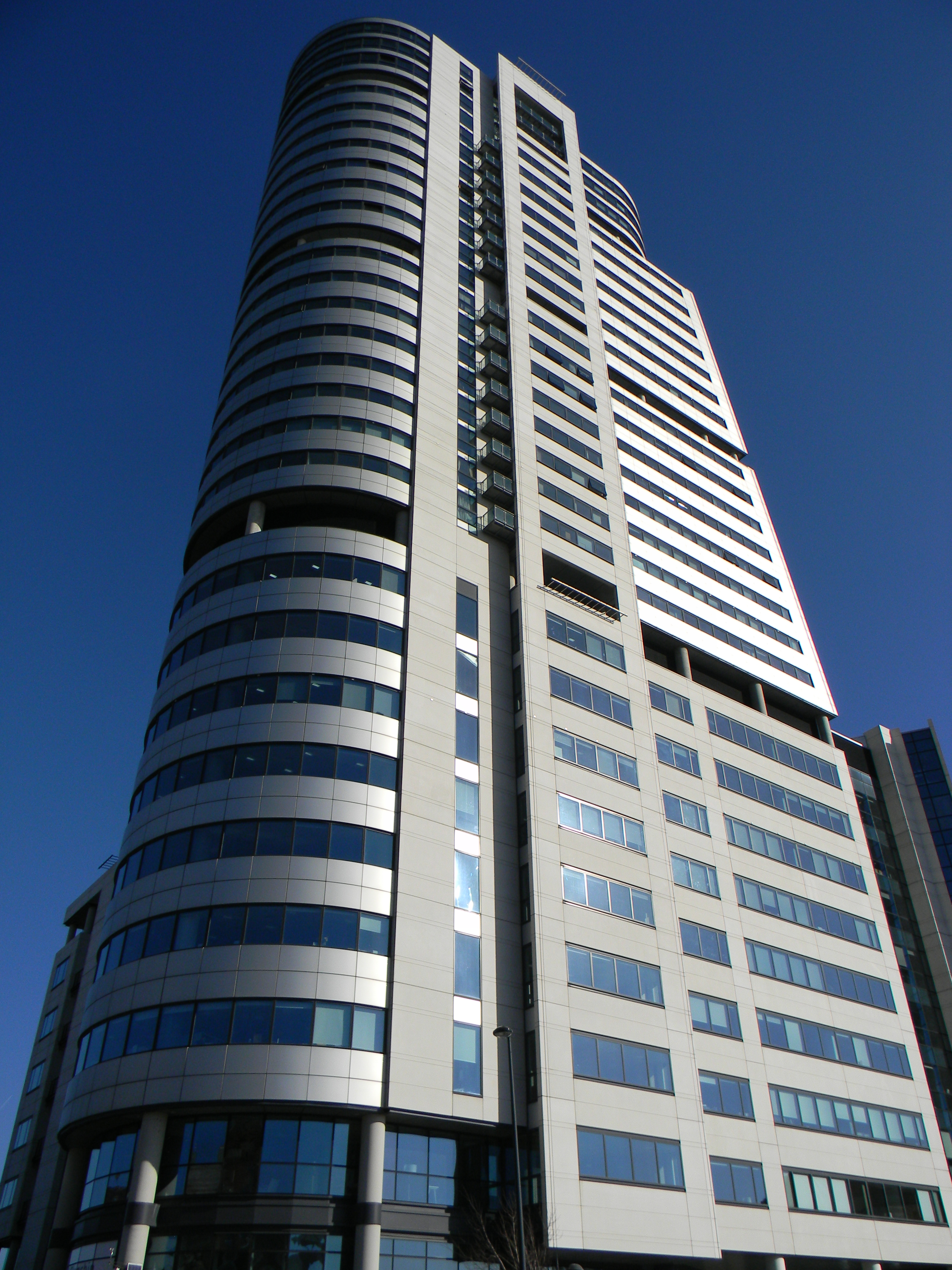
Edifici Bridgewater Place símbol de la importància de Leeds com a ciutat de finances.

A West Yorkshire s'han desenvolupat diverses activitats econòmiques. Bradford, Halifax i Huddersfield van prosperar amb el comerç de la llana i la producció de roba. La indústria pesant es va concentrar al sud de Leeds. Wakefield, Castleford, Pontefract i Leeds van ser àrees de tradició minera. La fabricació de teixits de llana va deixar de ser un bon negoci al llarg del segle xx, mentre que la mineria a West Yorkshire va disminuir a la fi de la dècada del 1980 i, fins al 2015, només quedà oberta l'empresa Kellingley Colliery, que tenia unes poques mines a cel obert.
Leeds ha en el darrer segle ha anat atraient empreses del sector financer: bancs, companyies asseguradores, societats de la construcció han obert oficines en aquesta ciutat. Wakefield ha esdevingut un centre comercial.
Entre Wakefield, Morley i RothwellRhubarb es troba l'anomenat triangle del ruibarbre, que són 23 km² dedicats al conreu d'aquesta planta. Dotze agricultors de la zona van aconseguir que la Unió Europea reconegués la denominació d'origen protegida a aquest cultiu el febrer del 2010.
El cinema i la televisió són activitats que aporten diners al comtat, ja que el seu paisatge és escollit sovint com a escenari, sobretot la ciutat de Huddersfield on hi ha uns estudis per rodar (North Light Film Studios).
El sector de serveis atreu llocs de treball en relació als museus, esports, teatres i galeries d'art. A Leeds hi ha: Royal Armouries (museus), West Yorkshire Playhouse, Opera North, The Grand Theatre (teatres), First Direct Arena (una sala d'espectacles amb capacitat per 15.000 persones). A Bradford: Media and Science Museum. Totes les ciutats del comtat estan ben Leeds connectades amb ferrocarril i carretera. L'estació de Leeds és una important zona d'enllaç per on transiten uns 29.7 milions de passatgers (segons dades del 2015-16), cosa que la fa la quarta estació més transitada del Regne Unit després de les de Londres, Birmingham New Street i Glasgow Central. Per als amants del turisme de natura hi ha senderes marcades amb senyal que indiquen la ruta cap als Penins o seguint els rius del comtat; una alternativa és passejar pels canals d'aquests rius.